# Знаки почтовой оплаты СССР (1927)
Зна́ки почто́вой опла́ты СССР (1927) — перечень (каталог) знаков почтовой оплаты (почтовых марок), введённых в обращение дирекцией по изданию и экспедированию знаков почтовой оплаты Народного комиссариата почт и телеграфов СССР в 1927 году.
С 19 января по декабрь 1927 года была выпущена 31 почтовая марка, в том числе 21 памятная (коммеморативная), 2 стандартные первого выпуска (1923—1927), номиналы которого даны в золотом исчислении с чёрной типографской надпечаткой нового номинала «8 коп» и 8 стандартных марок второго выпуска (1927—1928). Кроме того, в июне 1927 года была осуществлена типографская надпечатка «Почтовая марка 8 коп» на доплатных марках, которые были введены на всей территории СССР в 1925 году и изъяты из обращения в феврале 1926 года.

## Список коммеморативных (памятных) марок
Порядок следования элементов в таблице соответствует номеру по каталогу марок СССР (ЦФА), в скобках приведены номера по каталогу «Михель».
| № по каталогу                        | Изображение | Описание и источники                                                   | Номинал              | Дата выпуска         | Тираж     | Художник            |
| ------------------------------------ | ----------- | ---------------------------------------------------------------------- | -------------------- | -------------------- | --------- | ------------------- |
| (ЦФА [АО «Марка»] № 246) (Mi #314 Z) |             | Беспризорным детям: Ленин в детстве                                    | 0,20 руб.            | 19 января 1927 года  | 3 000 000 | В. К. Куприянов     |
| (ЦФА [АО «Марка»] № 248) (Mi #314 Y) |             | Беспризорным детям: Ленин в детстве                                    | 0,20 руб.            | 19 января 1927 года  | 2 500 000 | В. К. Куприянов     |
| (ЦФА [АО «Марка»] № 249) (Mi #315)   |             | Почтово-благотворительный выпуск «Беспризорным детям»: дети            | 0,08+0,02 руб.       | 1 апреля 1927 года   | 2 000 000 | В. К. Куприянов     |
| (ЦФА [АО «Марка»] № 250) (Mi #316)   |             | Почтово-благотворительный выпуск «Беспризорным детям»: Ленин в детстве | 0,18+0,02 руб.       | 1 апреля 1927 года   | 1 500 000 | В. К. Куприянов     |
| (ЦФА [АО «Марка»] № 271) (Mi #325 X) |             | «Эсперанто»                                                            | 0,14 руб.            | 13 июля 1927 года    | 750 000   | В. К. Куприянов     |
| (ЦФА [АО «Марка»] № 272) (Mi #325 Z) |             | «Эсперанто»                                                            | 0,14 руб.            | сентябрь 1927 года   | 750 000   | В. К. Куприянов     |
| (ЦФА [АО «Марка»] № 273) (Mi #326)   |             | Авиапочтовая конференция                                               | 0,10 руб.            | 1 сентября 1927 года | 200 000   | Ольга Амосова       |
| (ЦФА [АО «Марка»] № 274) (Mi #327)   |             | Авиапочтовая конференция                                               | 0,15 руб.            | 1 сентября 1927 года | 200 000   | Ольга Амосова       |
| (ЦФА [АО «Марка»] № 275) (Mi #335)   |             | А. Попов                                                               | 0,07 руб. надпечатка | декабрь 1927 года    | 750 000   | Н. Качура           |
| (ЦФА [АО «Марка»] № 276) (Mi #336 B) |             | Революция 1905 года: митинг                                            | 0,07 руб. надпечатка | декабрь 1927 года    | 750 000   | Н. Никонов          |
| (ЦФА [АО «Марка»] № 277) (Mi #336 A) |             | Революция 1905 года: митинг                                            | 0,07 руб. надпечатка | декабрь 1927 года    | 100 000   | Н. Никонов          |
| (ЦФА [АО «Марка»] № 278) (Mi #337 B) |             | Декабристы: на площади                                                 | 0,07 руб. надпечатка | декабрь 1927 года    | 500 000   | Дмитрий Голядкин    |
| (ЦФА [АО «Марка»] № 279) (Mi #337 A) |             | Декабристы: на площади                                                 | 0,07 руб. надпечатка | декабрь 1927 года    | 200 000   | Дмитрий Голядкин    |
| (ЦФА [АО «Марка»] № 280) (Mi #338)   |             | Обелиск Советской Конституции в Москве                                 | 0,07 руб. надпечатка | декабрь 1927 года    | 200 000   | В. К. Куприянов     |
| (ЦФА [АО «Марка»] № 296) (Mi #328)   |             | 10 лет Октября: барельефы                                              | 0,03 руб.            | октябрь 1927 года    | 1 000 000 | И. Смирнов          |
| (ЦФА [АО «Марка»] № 297) (Mi #329)   |             | 10 лет Октября: «Вся власть советам»                                   | 0,05 руб.            | 1 ноября 1927 года   | 700 000   | Николай Котов       |
| (ЦФА [АО «Марка»] № 298) (Mi #330)   |             | 10 лет Октября: Смольный                                               | 0,07 руб.            | 1 ноября 1927 года   | 500 000   | В. К. Куприянов     |
| (ЦФА [АО «Марка»] № 299) (Mi #331)   |             | 10 лет Октября: красногвардейцы                                        | 0,08 руб.            | 1 ноября 1927 года   | 1 000 000 | Константин Максимов |
| (ЦФА [АО «Марка»] № 300) (Mi #332)   |             | 10 лет Октября: карта СССР                                             | 0,14 руб.            | 1 ноября 1927 года   | 500 000   | Николай Тырса       |
| (ЦФА [АО «Марка»] № 301) (Mi #333)   |             | 10 лет Октября: трудящиеся                                             | 0,18 руб.            | 1 ноября 1927 года   | 500 000   | Константин Максимов |
| (ЦФА [АО «Марка»] № 302) (Mi #334)   |             | 10 лет Октября: трудящиеся на фоне Кремля                              | 0,28 руб.            | 1 ноября 1927 года   | 300 000   | Дмитрий Голядкин    |

## Выпуски стандартных марок

### Первый выпуск стандартных марок (1923—1927)
С января 1927 года продолжена эмиссия первого выпуска стандартных марок СССР (1923—1927). Рисунок на почтовых марках первого стандартного выпуска СССР повторял изображения на марках четвёртого стандартного выпуска РСФСР 1922—1923 года. Отличительная особенность почтовых марок «золотого» стандарта: их продавали на почте по номиналу, установленному котировальной комиссией Московской товарной биржи в соответствии с курсом дня золотого рубля. Так как пересчёт почтовых тарифов в денежные знаки производился по курсу червонца, то соответственно ежедневно менялись и почтовые тарифы, выраженные в совзнаках.
Порядок следования элементов в таблице соответствует номеру по каталогу марок СССР (ЦФА), в скобках приведены номера по каталогу «Михель».
| № по каталогу                          | Изображение | Описание и источники | Номинал                   | Дата выпуска   | Тираж    | Художник                                                                |
| -------------------------------------- | ----------- | -------------------- | ------------------------- | -------------- | -------- | ----------------------------------------------------------------------- |
| (ЦФА [АО «Марка»] № 193) (Mi #324 I A) |             | Красноармеец (тип I) | 0,07 руб. надпечатка 0,08 | июнь 1927 года | массовый | скульптор Иван Шадр оформление Дмитрий Голядкин гравёр Алексей Троицкий |
| (ЦФА [АО «Марка»] № 194) (Mi #324 I C) |             | Красноармеец (тип I) | 0,07 руб. надпечатка 0,08 | июнь 1927 года | массовый | скульптор Иван Шадр оформление Дмитрий Голядкин гравёр Алексей Троицкий |

### Второй выпуск стандартных марок (1927—1928)
Порядок следования элементов в таблице соответствует номеру по каталогу марок СССР (ЦФА), в скобках приведены номера по каталогу «Михель».
| № по каталогу                      | Изображение | Описание и источники | Номинал   | Дата выпуска      | Тираж    | Художник                                                |
| ---------------------------------- | ----------- | -------------------- | --------- | ----------------- | -------- | ------------------------------------------------------- |
| (ЦФА [АО «Марка»] № 281) (Mi #339) |             | Рабочий              | 0,01 руб. | октябрь 1927 года | массовый | Л. Якимченко                                            |
| (ЦФА [АО «Марка»] № 282) (Mi #340) |             | Крестьянин           | 0,02 руб. | октябрь 1927 года | массовый | Л. Якимченко                                            |
| (ЦФА [АО «Марка»] № 283) (Mi #341) |             | Рабочий              | 0,04 руб. | октябрь 1927 года | массовый | Л. Якимченко                                            |
| (ЦФА [АО «Марка»] № 284) (Mi #342) |             | Крестьянин           | 0,05 руб. | октябрь 1927 года | массовый | Л. Якимченко                                            |
| (ЦФА [АО «Марка»] № 286) (Mi #344) |             | Рабочий              | 0,08 руб. | декабрь 1927 года | массовый | Л. Якимченко                                            |
| (ЦФА [АО «Марка»] № 287) (Mi #345) |             | Рабочий              | 0,10 руб. | ноябрь 1927 года  | массовый | Л. Якимченко                                            |
| (ЦФА [АО «Марка»] № 289) (Mi #347) |             | Портрет В. И. Ленина | 0,18 руб. | декабрь 1927 года | массовый | Л. Якимченко, фото Петра Оцупа, гравёр Альфред Эберлинг |
| (ЦФА [АО «Марка»] № 291) (Mi #349) |             | Крестьянин           | 0,20 руб. | ноябрь 1927 года  | массовый | Л. Якимченко                                            |

## Доплатные марки
11 июня 1927 года была осуществлена типографская надпечатка «Почтовая марка 8 коп» на доплатных марках СССР, которые были введены на всей территории СССР в 1925 году и изъяты из обращения в феврале 1926 года. Надпечатка осуществлялась на доплатных марках 1925 года разных номиналов и серий: одна серия была отпечатана литографским  (ЦФА [АО «Марка»] № Д11) —  (ЦФА [АО «Марка»] № Д17), а другая — типографским способом на бумаге без водяного знака  (ЦФА [АО «Марка»] № Д18) —  (ЦФА [АО «Марка»] № Д24). Последние доплатные марки  (ЦФА [АО «Марка»] № Д25) —  (ЦФА [АО «Марка»] № Д29) печатались на бумаге с водяным знаком. Кроме того, литографский выпуск существует с двумя различными вариантами зубцовки).
Порядок следования элементов в таблице соответствует номеру по каталогу марок СССР (ЦФА), в скобках приведены номера по каталогу «Михель».
| № по каталогу                                                                        | Изображение | Описание и источники | Номинал                          | Дата выпуска      | Тираж    | Художник   |
| ------------------------------------------------------------------------------------ | ----------- | -------------------- | -------------------------------- | ----------------- | -------- | ---------- |
| (ЦФА [АО «Марка»] № 251) (Mi #317 I A I)                                             |             | Доплата 1 коп        | 0,01 руб. надпечатка             | 11 июня 1927 года | массовый | нет данных |
| (ЦФА [АО «Марка»] № 258 I) (Mi #317 K)                                               |             | Доплата 1 коп        | 0,01 руб. надпечатка перевёрнута | 11 июня 1927 года | массовый | нет данных |
| (ЦФА [АО «Марка»] № 252) (Mi #318 I A II)                                            |             | Доплата 2 коп        | 0,02 руб. надпечатка             | 11 июня 1927 года | массовый | нет данных |
| (ЦФА [АО «Марка»] № 259 I) (Mi #318 I A II)                                          |             | Доплата 2 коп        | 0,02 руб. надпечатка перевёрнута | 11 июня 1927 года | массовый | нет данных |
| (ЦФА [АО «Марка»] № 253 I) (Mi #319 I A II)                                          |             | Доплата 3 коп        | 0,03 руб. надпечатка             | 11 июня 1927 года | массовый | нет данных |
| (ЦФА [АО «Марка»] № 253 I) (Mi #319 I A II)                                          |             | Доплата 3 коп        | 0,03 руб. надпечатка перевёрнута | 11 июня 1927 года | массовый | нет данных |
| (ЦФА [АО «Марка»] № 254) (Mi #320 I A I) (ЦФА [АО «Марка»] № 254 I) (Mi #320 I A II) |             | Доплата 7 коп        | 0,07 руб. надпечатка             | 11 июня 1927 года | массовый | нет данных |
| (ЦФА [АО «Марка»] № 254) (Mi #320 I A)                                               |             | Доплата 7 коп        | 0,07 руб. надпечатка перевёрнута | 11 июня 1927 года | массовый | нет данных |
| (ЦФА [АО «Марка»] № 255) (Mi #321 I A)                                               |             | Доплата 8 коп        | 0,08 руб. надпечатка             | 11 июня 1927 года | массовый | нет данных |
| (ЦФА [АО «Марка»] № 255 I) (Mi #321 I A II)                                          |             | Доплата 8 коп        | 0,08 руб. надпечатка перевёрнута | 11 июня 1927 года | массовый | нет данных |
| (ЦФА [АО «Марка»] № 256) (Mi #322 I A)                                               |             | Доплата 10 коп       | 0,10 руб. надпечатка             | 11 июня 1927 года | массовый | нет данных |
| (ЦФА [АО «Марка»] № 256 I) (Mi #322 I A II)                                          |             | Доплата 10 коп       | 0,10 руб. надпечатка перевёрнута | 11 июня 1927 года | массовый | нет данных |
| (ЦФА [АО «Марка»] № 257) (Mi #323 I A I)                                             |             | Доплата 14 коп       | 0,14 руб. надпечатка             | 11 июня 1927 года | массовый | нет данных |
| (ЦФА [АО «Марка»] № 257 I) (Mi #323 I A II)                                          |             | Доплата 14 коп       | 0,14 руб. надпечатка перевёрнута | 11 июня 1927 года | массовый | нет данных |

## Комментарии
1. ↑  Коммеморативные марки — обобщённое название специальных художественных (памятных, юбилейных и других) почтовых марок. Для упрощения терминологии в случаях, когда требуется лишь подчеркнуть, что данная марка не является общеупотребляемой (то есть стандартной), под термином «коммеморативная марка» подразумевают, кроме перечисленных выше, также тематические (рисунки которых, посвящены определённой теме коллекционирования) марки. Также все упомянутые марки, объединённые термином «коммеморативная», имеют общую черту: как правило, такие марки изготовляются на высоком полиграфическом уровне[4].
2. ↑  Ниже приведён перечень памятных художественных марок (с возможностью сортировки по номиналу, тиражу и дате введения в обращение).
3. ↑  В помощь беспризорным детям («Ленин в детстве»). Тёмно-синяя. Литография на плотной бумаге без водяного знака, перфорирована: рамочная зубцовка 13½ (на каждые 2 сантиметра края марки приходится 13½ зубцов), 100 (10×10) экземпляров на марочных листах[1][15].
4. ↑  В помощь беспризорным детям («Ленин в детстве»). Тёмно-синяя. Литография на плотной бумаге с водяным знаком «ковер», перфорирована: гребенчатая зубцовка 13½ (на каждые 2 сантиметра края марки приходится 13½ зубцов), 100 (10×10) экземпляров на марочных листах[1][15].
5. ↑  В помощь беспризорным детям («Дети»). Зелёная. Литография на сотовой бумаге с водяным знаком «ковер», перфорирована: рамочная зубцовка 13½ (на каждые 2 сантиметра края марки приходится 13½ зубцов), 100 (10×10) экземпляров на марочных листах[1][3].
6. ↑  В помощь беспризорным детям («Ленин в детстве»). Тёмно-розовая. Литография на сотовой бумаге с водяным знаком «ковер», перфорирована: рамочная зубцовка 13½ (на каждые 2 сантиметра края марки приходится 13½ зубцов), 100 (10×10) экземпляров на марочных листах[1][3].
7. ↑  40-летие создания эсперанто: портрет Л. Л. Заменгофа, тёмно-коричневая, зелёная. Печать глубокая на плотной бумаге с водяным знаком «ковер», перфорирована: рамочная зубцовка 10½ (на каждые 2 сантиметра края марки приходится 10½ зубцов), 40 (5×8) экземпляров на марочных листах[1][18][19].
8. ↑  Тираж марки  (ЦФА [АО «Марка»] № 271)  (Mi #325 X) — 750 тысяч экземпляров[18][19].
9. ↑  40-летие создания эсперанто: портрет Л. Л. Заменгофа, тёмно-коричневая, зелёная. Печать на мелованной бумаге без водяного знака, перфорирована: рамочная зубцовка 10½ (на каждые 2 сантиметра края марки приходится 10½ зубцов), 40 (5×8) экземпляров на марочных листах[1][18][19].
10. ↑  Тираж марки  (ЦФА [АО «Марка»] № 272)  (Mi #325 Z) — 750 тысяч экземпляров[18][19].
11. ↑  Первая международная почтовая конференция в Гааге: Самолет АНТ-3 на фоне карты мира, синяя, светло-коричневая. Литография на мелованной бумаге без водяного знака, перфорирована: комбинированная гребенчатая зубцовка 12½:12 (на каждые 2 сантиметра края марки приходится 12½:12 зубцов), 40 (5×8) экземпляров на марочных листах с горизонтальной дорожкой между 5-м и 6-м рядами[1][18][19].
12. ↑  Первая международная почтовая конференция в Гааге: Самолет АНТ-3 на фоне карты мира, красная, серо-зелёная. Литография на мелованной бумаге без водяного знака, перфорирована: комбинированная гребенчатая зубцовка 12½:12 (на каждые 2 сантиметра края марки приходится 12½:12 зубцов), 40 (5×8) экземпляров на марочных листах с горизонтальной дорожкой между 5-м и 6-м рядами[1][18][19].
13. ↑  30 лет изобретения радио А. С. Поповым. Красная типографская надпечатка «8 коп.» на почтовых марках  (ЦФА [АО «Марка»] № 229) 1925 года выпуска, тираж 750 000 экземпляров[20][21]. Тёмно-синяя, печать глубокая на бумаге с водяным знаком «ковер», перфорирована: линейная зубцовка 13½ (на каждые 2 сантиметра края марки приходится 13½ зубцов), 100 (10×10) экземпляров на марочных листах[1][22].
14. ↑  20-летие Первой русской революции «Революционный митинг». Чёрная типографская надпечатка «8 коп.» на почтовых марках  (ЦФА [АО «Марка»] № 232) 1925 года выпуска. Тираж марки  (ЦФА [АО «Марка»] № 276)  (Mi #336 B)[21] — 750 000 экземпляров, однако в обращение не поступали[20]. Коричневая, печать глубокая на бумаге с водяным знаком «ковер», без зубцов, 40 (8×5) марок на марочных листах[1][25][26].
15. ↑  Тираж марки  (ЦФА [АО «Марка»] № 276)  (Mi #336 B) — 750 тыс. экземпляров, однако в обращение не поступали[20].
16. ↑  20-летие Первой русской революции «Революционный митинг». Чёрная типографская надпечатка «8 коп.» на почтовых марках  (ЦФА [АО «Марка»] № 235) 1925 года выпуска. Тираж марки  (ЦФА [АО «Марка»] № 277)  (Mi #336 A)[21] — 100 000 экземпляров, однако в обращение не поступали[20]. Коричневая, печать глубокая на бумаге с водяным знаком «ковер», перфорирована: зубцовка нескольких вариантов: от комбинированной линейной 12:12½ до линейной 13½ (на каждые 2 сантиметра края марки приходится от 12:12½ до 13½ зубцов), 40 (8×5) марок на марочных листах[1][25][26].
17. ↑  Тираж марки  (ЦФА [АО «Марка»] № 277)  (Mi #336 A) — 100 тыс. экземпляров, однако в обращение не поступали[20].
18. ↑  100-летие восстания декабристов: «Декабристы на Сенатской площади». Чёрная типографская надпечатка «8 коп.» на почтовых марках  (ЦФА [АО «Марка»] № 238) 1925 года выпуска. Тираж марки  (ЦФА [АО «Марка»] № 278)  (Mi #337 B)[21] — 500 000 экземпляров, однако в обращение не поступали[20]. Коричневая, печать глубокая на бумаге с водяным знаком «ковер», без зубцов, 60 (10×6) марок на марочных листах[1][16][27].
19. ↑  Тираж марки  (ЦФА [АО «Марка»] № 278)  (Mi #337 B) — 500 тыс. экземпляров, однако в обращение не поступали[20].
20. ↑  100-летие восстания декабристов: «Декабристы на Сенатской площади». Чёрная типографская надпечатка «8 коп.» на почтовых марках  (ЦФА [АО «Марка»] № 241) 1925 года выпуска. Тираж марки  (ЦФА [АО «Марка»] № 279)  (Mi #337 A)[21] — 200 000 экземпляров, однако в обращение не поступали[20]. Коричневая, печать глубокая на бумаге с водяным знаком «ковер», перфорирована: зубцовка нескольких вариантов: от 12:12½ до 13½ (на каждые 2 сантиметра края марки приходится от 12:12½ до 13½ зубцов), 60 (10×6) марок на марочных листах[1][16][27].
21. ↑  Тираж марки  (ЦФА [АО «Марка»] № 279)  (Mi #337 A) — 200 тыс. экземпляров, однако в обращение не поступали[20].
22. ↑  Международный конгресс эсперантистов в Москве («Обелиск Советской Конституции в Москве»). Чёрная типографская надпечатка «8 коп.» на почтовых марках  (ЦФА [АО «Марка»] № 243) 1925 года выпуска. Тираж марки  (ЦФА [АО «Марка»] № 280)  (Mi #338)[21] — 200 000 экземпляров, однако в обращение не поступали[20]. Красная, сине-зелёная. Литография на плотной бумаге с водяным знаком «ковер», перфорирована: комбинированная гребенчатая зубцовка 12:12½ (на каждые 2 сантиметра края марки приходится 12:12½ зубцов), 40 (8×5) экземпляров на марочных листах[1][15].
23. ↑  Тираж марки  (ЦФА [АО «Марка»] № 280)  (Mi #338) — 200 тыс. экземпляров, однако в обращение не поступали[20].
24. ↑  10-летию Великой Октябрьской революции: барельефы рабочего, красноармейца и крестьянина. Карминовая. Печать типографская на мелованной бумаге без водяного знака, перфорирована: рамочная зубцовка 13½ (на каждые 2 сантиметра края марки приходится 13½ зубцов), 100 (10×10) экземпляров на марочных листах[1][11][29].
25. ↑  10-летию Великой Октябрьской революции: победоносное шествие Октября. Коричневая. Печать глубокая на мелованной бумаге без водяного знака, перфорирована: линейная зубцовка 10½ (на каждые 2 сантиметра края марки приходится 10½ зубцов), 40 (5×8) экземпляров на марочных листах[1][11][29].
26. ↑  10-летию Великой Октябрьской революции: Смольный в Октябрьские дни. Тёмно-зелёная на бледно-зелёном фоне. Металлография на мелованной бумаге без водяного знака, перфорирована: линейная зубцовка 10½ (на каждые 2 сантиметра края марки приходится 10½ зубцов), 40 (5×8) экземпляров на марочных листах[1][11][29].
27. ↑  10-летию Великой Октябрьской революции: красногвардейцы. Чёрно-коричневая, коричневая. Печать типографская на мелованной бумаге без водяного знака, перфорирована: гребенчатая зубцовка 13½ (на каждые 2 сантиметра края марки приходится 13½ зубцов), 100 (10×10) экземпляров на марочных листах[1][11][29].
28. ↑  10-летию Великой Октябрьской революции: карта СССР. Синяя, красная. Литография на мелованной бумаге без водяного знака, перфорирована: комбинированная гребенчатая зубцовка 12½:12 (на каждые 2 сантиметра края марки приходится 12½:12 зубцов), 40 (5×8) экземпляров на марочных листах[1][11][29].
29. ↑  10-летию Великой Октябрьской революции: трудящиеся шести национальностей СССР. Синяя. Печать типографская на мелованной бумаге без водяного знака, перфорирована: комбинированная гребенчатая зубцовка 12½:12 (на каждые 2 сантиметра края марки приходится 12½:12 зубцов), 40 (5×8) экземпляров на марочных листах[1][11][29].
30. ↑  10-летию Великой Октябрьской революции: трудящиеся на фоне Московского Кремля. Коричневая. Печать глубокая на мелованной бумаге без водяного знака, перфорирована: линейная зубцовка 10½ (на каждые 2 сантиметра края марки приходится 10½ зубцов), 40 (5×8) экземпляров на марочных листах[1][11][29].
31. 1 2  Ниже приведён перечень стандартных марок (с возможностью сортировки по номиналу, тиражу и дате введения в обращение).
32. ↑  Чёрная типографская надпечатка нового номинала «8 коп.» на марке  (ЦФА [АО «Марка»] № 131) тип I: расстояние между строками типографской надпечатки = 2 мм[7][8] — коричневая, печать типографская на бумаге без водяного знака, перфорирована: комбинированная зубцовка 14:14½ (на каждые 2 сантиметра края марки приходится 14:14½ зубцов)[5][6][31].
33. ↑  Чёрная типографская надпечатка нового номинала «8 коп.» на марке  (ЦФА [АО «Марка»] № 155) тип I: расстояние между строками типографской надпечатки = 2 мм[7][8] — коричневая, печать типографская на бумаге с водяным знаком «ковер», перфорирована: зубцовка 12 (на каждые 2 сантиметра края марки приходится 12 зубцов)[5][6][31].
34. ↑  Жёлто-оранжевая. Печать типографская на мелованной бумаге без водяного знака, перфорирована: рамочная зубцовка 13½ (на каждые 2 сантиметра края марки приходится 13½ зубцов), 100 (10×10) экземпляров на марочных листах[1][11][12]. Встречается разновидность марки  (ЦФА [АО «Марка»] № 281) без зубцов[32].
35. ↑  Зелёная. Печать типографская на мелованной бумаге без водяного знака, перфорирована: рамочная зубцовка 13½ (на каждые 2 сантиметра края марки приходится 13½ зубцов), 100 (10×10) экземпляров на марочных листах[1][11][12]. Встречается разновидность марки  (ЦФА [АО «Марка»] № 282) без зубцов[32].
36. ↑  Синяя. Печать типографская на мелованной бумаге без водяного знака, перфорирована: рамочная зубцовка 13½ (на каждые 2 сантиметра края марки приходится 13½ зубцов), 100 (10×10) экземпляров на марочных листах[1][11][12].
37. ↑  Коричневая. Печать типографская на мелованной бумаге без водяного знака, перфорирована: рамочная зубцовка 13½ (на каждые 2 сантиметра края марки приходится 13½ зубцов), 100 (10×10) экземпляров на марочных листах[1][11][12].
38. ↑  Зелёная. Печать типографская на мелованной бумаге без водяного знака, перфорирована: рамочная зубцовка 13½ (на каждые 2 сантиметра края марки приходится 13½ зубцов), 100 (10×10) экземпляров на марочных листах[1][11][12].
39. ↑  Коричневая. Печать типографская на мелованной бумаге без водяного знака, перфорирована: рамочная зубцовка 13½ (на каждые 2 сантиметра края марки приходится 13½ зубцов), 100 (10×10) экземпляров на марочных листах[1][11][12]. Встречается разновидность марки  (ЦФА [АО «Марка»] № 287) без зубцов[32].
40. ↑  Портрет В. И. Ленина, оливковая. Печать типографская на мелованной бумаге без водяного знака, перфорирована: рамочная зубцовка 13½ (на каждые 2 сантиметра края марки приходится 13½ зубцов), 100 (10×10) экземпляров на марочных листах[1][11][12].
41. ↑  Оливково-зелёная. Печать типографская на мелованной бумаге без водяного знака, перфорирована: рамочная зубцовка 13½ (на каждые 2 сантиметра края марки приходится 13½ зубцов), 100 (10×10) экземпляров на марочных листах[1][11][12].
42. ↑  Доплатные марки — почтовые марки, которые не реализуются населению, а наклеиваются почтовыми служащими на почтовые отправления, оплаченные ниже действующего тарифа, чтобы взыскать почтовый сбор с адресата при получении почтового отправления, либо в случае, когда доставку почтового отправления должен оплачивать именно получатель (к примеру, доплатные марки денежных поручений)[33]. В СССР доплатные марки выпускались до 1925 года[34].
43. ↑  Ниже приведён перечень доплатных марок (с возможностью сортировки по номиналу, тиражу и дате введения в обращение).
44. ↑  Красная. Литография на бумаге без водяного знака, перфорирована: рамочная зубцовка 12 (на каждые 2 сантиметра края марки приходится 12 зубцов). Тип I — буквы «А» в клише «Почтовая марка» находятся на одной линии по вертикали и тип II — смещены от вертикальной линии[1][39].
45. ↑  Красная. Автотипия на бумаге без водяного знака, перфорирована: рамочная зубцовка 12 (на каждые 2 сантиметра края марки приходится 12 зубцов). Тип I — буквы «А» в клише «Почтовая марка» находятся на одной линии по вертикали и тип II — смещены от вертикальной линии. Марка с перевёрнутой надпечаткой[1][39].
46. ↑  Лиловая. Литография на бумаге без водяного знака, перфорирована: рамочная зубцовка 12 (на каждые 2 сантиметра края марки приходится 12 зубцов). Тип I — буквы «А» в клише «Почтовая марка» находятся на одной линии по вертикали и тип II — смещены от вертикальной линии[1][39].
47. ↑  Лиловая. Литография на бумаге без водяного знака, перфорирована: рамочная зубцовка 12 (на каждые 2 сантиметра края марки приходится 12 зубцов). Тип I — буквы «А» в клише «Почтовая марка» находятся на одной линии по вертикали и тип II — смещены от вертикальной линии. Марка с перевёрнутой надпечаткой[1][39].
48. ↑  Голубая. Литография на бумаге без водяного знака, перфорирована: рамочная зубцовка 12 (на каждые 2 сантиметра края марки приходится 12 зубцов). Тип I — буквы «А» в клише «Почтовая марка» находятся на одной линии по вертикали и тип II — смещены от вертикальной линии[1][39].
49. ↑  Голубая. Литография на бумаге без водяного знака, перфорирована: рамочная зубцовка 12 (на каждые 2 сантиметра края марки приходится 12 зубцов). Тип I — буквы «А» в клише «Почтовая марка» находятся на одной линии по вертикали и тип II — смещены от вертикальной линии. Марка с перевёрнутой надпечаткой[1][39].
50. ↑  Оранжевая. Литография на бумаге без водяного знака, перфорирована: рамочная зубцовка 12 (на каждые 2 сантиметра края марки приходится 12 зубцов). Тип I — буквы «А» в клише «Почтовая марка» находятся на одной линии по вертикали и тип II — смещены от вертикальной линии[1][39].
51. ↑  Оранжевая. Литография на бумаге без водяного знака, перфорирована: рамочная зубцовка 12 (на каждые 2 сантиметра края марки приходится 12 зубцов). Тип I — буквы «А» в клише «Почтовая марка» находятся на одной линии по вертикали и тип II — смещены от вертикальной линии. Марка с перевёрнутой надпечаткой[1][39].
52. ↑  Зелёная. Литография на бумаге без водяного знака, перфорирована: рамочная зубцовка 12 (на каждые 2 сантиметра края марки приходится 12 зубцов). Тип I — буквы «А» в клише «Почтовая марка» находятся на одной линии по вертикали и тип II — смещены от вертикальной линии[1][39].
53. ↑  Зелёная. Литография на бумаге без водяного знака, перфорирована: рамочная зубцовка 12 (на каждые 2 сантиметра края марки приходится 12 зубцов). Тип I — буквы «А» в клише «Почтовая марка» находятся на одной линии по вертикали и тип II — смещены от вертикальной линии. Марка с перевёрнутой надпечаткой[1][39].
54. ↑  Тёмно-синяя. Литография на бумаге без водяного знака, перфорирована: рамочная зубцовка 12 (на каждые 2 сантиметра края марки приходится 12 зубцов). Тип I — буквы «А» в клише «Почтовая марка» находятся на одной линии по вертикали и тип II — смещены от вертикальной линии[1][39].
55. ↑  Тёмно-синяя. Литография на бумаге без водяного знака, перфорирована: рамочная зубцовка 12 (на каждые 2 сантиметра края марки приходится 12 зубцов). Тип I — буквы «А» в клише «Почтовая марка» находятся на одной линии по вертикали и тип II — смещены от вертикальной линии. Марка с перевёрнутой надпечаткой[1][39].
56. ↑  Коричневая. Литография на бумаге без водяного знака, перфорирована: рамочная зубцовка 12 (на каждые 2 сантиметра края марки приходится 12 зубцов). Тип I — буквы «А» в клише «Почтовая марка» находятся на одной линии по вертикали и тип II — смещены от вертикальной линии[1][39].
57. ↑  Коричневая. Литография на бумаге без водяного знака, перфорирована: рамочная зубцовка 12 (на каждые 2 сантиметра края марки приходится 12 зубцов). Тип I — буквы «А» в клише «Почтовая марка» находятся на одной линии по вертикали и тип II — смещены от вертикальной линии. Марка с перевёрнутой надпечаткой[1][39].